# Adam Friberg
Adam Friberg, ps. „Friberg” (ur. 19 października 1991) – szwedzki profesjonalny gracz Counter-Strike: Global Offensive, pozostający obecnie bez organizacji. Były reprezentant takich formacji jak Ninjas in Pyjamas, Heroic, H2K Gaming, czy OpTic Gaming. 11. najlepszy gracz CS:GO 2013 roku. Dotychczas w swojej karierze zarobił ok. 400 tysięcy dolarów. Kiedyś profesjonalny gracz w Counter-Strike: Source.

## Życiorys
Karierę w CS:GO rozpoczął 7 kwietnia 2012 roku, kiedy dołączył do ROCKSTAR. 10 sierpnia 2012 dołączył do szwedzkiego Ninjas in Pyjamas. Był to najlepszy moment w karierze Adama, ponieważ z tą organizacją przez chwilę dominowali scenę CS:GO, wygrywając turniej za turniejem. 21 sierpnia 2017 roku dołączył do OpTic Gaming, gdzie został kapitanem składu. 11 maja 2018 roku doszedł do Heroic, gdzie wygrał m.in. Games Clash Masters 2018. 27 sierpnia 2019 odszedł z Heroic. Na początku 2020 roku wraz z byłymi członkami drużyny NiP sformował drużynę Dignitas.

## Wyróżnienia indywidualne
- Został wybrany 11 najlepszym graczem 2013 roku według serwisu HLTV[7].
- Został wybrany 14 najlepszym graczem 2014 roku według serwisu HLTV[8].

## Osiągnięcia[9][10]
- 1. miejsce – SteelSeries GO
- 1. miejsce – DreamHack Valencia 2012
- 1. miejsce – ESWC 2012
- 1. miejsce – DreamHack Winter 2012
- 1. miejsce – ESL Major Series: Winter 2012
- 1. miejsce – Fnatic FragOut League Season 1
- 1. miejsce – TECHLABS Cup 2013 Moscow
- 1. miejsce – Copenhagen Games 2013
- 1. miejsce – ESPORTSM 2012/2013
- 1. miejsce – DreamHack Summer 2013
- 1. miejsce – DreamHack Bucharest 2013
- 2. miejsce – DreamHack Winter 2013
- 2. miejsce – ESL Major Series One Katowice 2014
- 1. miejsce – Copenhagen Games 2014
- 1. miejsce – DreamHack Summer 2014
- 1. miejsce – ESL One: Cologne 2014
- 2. miejsce – DreamHack Winter 2014
- 2. miejsce – ESL One: Katowice 2015
- 2. miejsce – Gfinity Spring Masters 1
- 3./4. miejsce – DreamHack Open Cluj-Napoca 2015
- 1. miejsce – DreamHack Masters Malmö 2016
- 1. miejsce – StarLadder i-League StarSeries Season 2
- 1. miejsce – Intel Extreme Masters XI – Oakland
- 1. miejsce – Games Clash Masters 2018
- 1. miejsce – TOYOTA Master CS:GO Bangkok 2018
- 1. miejsce – GG.Bet Sydney Invitational